# 金陵道
金陵道（きんりょう-どう）は中華民国北京政府により設置された江蘇省の道。

## 沿革
1914年（民国3年）5月23日、清代の江寧府及び鎮江府管轄区域に設置。道尹は江寧県に置かれ、下部に江寧、句容、溧水、高淳、江浦、六合、丹徒、丹陽、金壇、溧陽、揚中の11県を管轄した。1927年（民国16年）に廃止されている。

## 行政区画
廃止直前の下部行政区画は下記の通り。（50音順）
- 金壇県
- 句容県
- 高淳県
- 江寧県
- 江浦県
- 丹徒県
- 丹陽県
- 揚中県
- 溧水県
- 溧陽県
- 六合県